# Okręg wyborczy nr 105 do Sejmu Polskiej Rzeczypospolitej Ludowej (1989–1991)
Okręg wyborczy nr 105 do Sejmu Polskiej Rzeczypospolitej Ludowej (1989–1991) obejmował Wrocław-Krzyki i Wrocław-Stare Miasto oraz gminy Borów, Domaniów, Kondratowice, Łagiewniki, Oława, Oława (gmina wiejska), Strzelin, Święta Katarzyna, Wiązów i Żórawina (województwo wrocławskie). W ówczesnym kształcie został utworzony w 1989. Wybieranych było w nim 4 posłów w systemie większościowym.
Siedzibą okręgowej komisji wyborczej był Wrocław-Krzyki.

## Wybory parlamentarne 1989

### Mandat nr 410 –Polska Zjednoczona Partia Robotnicza
| Kandydat | I tura | I tura | II tura | II tura |
| Kandydat | Głosów | %      | Głosów  | %       |
| --- | ------ | ------ | ------- | ------- |
| Janusz Trzciński                                                                                               | 18 643 | 12,68  | 29 969  | 50,19   |
| Józef Jarosz                                                                                                   | 9937   | 6,76   | 16 203  | 27,14   |
| Jerzy Kopacki                                                                                                  | 8418   | 5,73   | —       | —       |
| Czesław Mączyński                                                                                              | 3978   | 2,71   | —       | —       |
| Łukasz Siotor                                                                                                  | 3955   | 2,69   | —       | —       |
| Jerzy Michalski                                                                                                | 3708   | 2,52   | —       | —       |
| Józef Szymański                                                                                                | 2667   | 1,81   | —       | —       |
| Liczba głosów ważnych: 147 025 (I tura) • 59 706 (II tura) Źródło: Państwowa Komisja Wyborcza I tura i II tura |        |        |         |         |

### Mandat nr 411 –Zjednoczone Stronnictwo Ludowe
| Kandydat | I tura | I tura | II tura | II tura |
| Kandydat | Głosów | %      | Głosów  | %       |
| --- | ------ | ------ | ------- | ------- |
| Jan Żukowski                                                                                                   | 24 600 | 15,65  | 32 459  | 54,27   |
| Stanisław Urban                                                                                                | 17 183 | 10,93  | 16 787  | 28,07   |
| Mieczysław Huchla                                                                                              | 11 788 | 7,50   | —       | —       |
| Liczba głosów ważnych: 157 233 (I tura) • 59 810 (II tura) Źródło: Państwowa Komisja Wyborcza I tura i II tura |        |        |         |         |

### Mandat nr 412 –Stronnictwo Demokratyczne
| Kandydat | I tura | I tura | II tura | II tura |
| Kandydat | Głosów | %      | Głosów  | %       |
| --- | ------ | ------ | ------- | ------- |
| Lesław Lech | 33 864 | 21,55  | 26 844  | 45,18   |
| Henryk Swinarski                                                                                               | 15 288 | 9,73   | 22 985  | 38,68   |
| Marek Ławiński                                                                                                 | 14 172 | 9,02   | —       | —       |
| Liczba głosów ważnych: 157 118 (I tura) • 59 419 (II tura) Źródło: Państwowa Komisja Wyborcza I tura i II tura |        |        |         |         |

### Mandat nr 413 – bezpartyjny
| Kandydat                                                          | Głosów  | %     |
| ----------------------------------------------------------------- | ------- | ----- |
| Andrzej Piszel                                                    | 121 998 | 77,50 |
| Marian Kozłowski                                                  | 13 282  | 8,44  |
| Krystyna Głowacka                                                 | 9418    | 5,98  |
| Antoni Lenkiewicz                                                 | 5897    | 3,75  |
| Liczba głosów ważnych: 157 413 Źródło: Państwowa Komisja Wyborcza |         |       |